# 威廉·R·布朗菲爾德
威廉·里文頓·布朗菲爾德（William Rivington Brownfield，1952年—）是美國外交官職業大使，曾擔任國際麻醉品和執法事務局助理國務卿、美國駐智利、委內瑞拉和哥倫比亞大使。

## 生平
威廉·布朗菲爾德是一名職業外交官，曾任美國駐哥倫比亞大使。2007年8月31日抵達哥倫比亞，2007年9月12日獲得哥倫比亞總統阿爾瓦羅·烏裡韋任命。2010年8月3日確認彼得·邁克爾·麥金利為新任駐哥倫比亞大使。
在抵達哥倫比亞之前，布朗菲爾德曾擔任駐委內瑞拉大使、駐智利大使。

### 國際麻醉藥品及執法事務局
2011年1月10日，布朗菲爾德擔任國際麻醉藥品和執法事務局助理國務卿。2017年8月布朗菲爾德宣布打算在9月底退休。在他的職業生涯中，布朗菲爾德獲得國務卿傑出服務獎，並三度獲得總統表現獎。

## 外部連結
- State Department Biography page (Assistant Secretary) （页面存档备份，存于）
- State Department Biography page (Venezuela) （页面存档备份，存于）
- State Department Biography page (Chile) （页面存档备份，存于）
- Interview with William Brownfield
- U.S. Embassy in Bogotá: Ambassador Brownfield
- C-SPAN內的頁面（英文）
- Presidential Nomination: William Rivington Brownfield （页面存档备份，存于）